# Somatogyrus alcoviensis
Somatogyrus alcoviensis är en snäckart som beskrevs av Krieger 1972. Somatogyrus alcoviensis ingår i släktet Somatogyrus och familjen tusensnäckor. IUCN kategoriserar arten globalt som utdöd. Inga underarter finns listade i Catalogue of Life.